# Szígyártó Domokos
Szígyártó Domokos (Ozsdola, 1933. április 25. – Szamosújvár, 1959.) székely molnárlegény, akit 1959-ben „ellenforradalmi tevékenység” vádjával a román hatóságok kivégeztek.

## Élete
Családjának vízi malma volt. Miután az édesapja a második világháborúban meghalt, ő vette át a malom irányítását. A sorkatonai szolgálat befejezte után 1953-ban leszerelt a katonaságtól.
A kommunista uralom idején Ozsdolának volt egy hírhedt párttitkára, Boros Lajos, aki az erőszakos kollektivizálással számos ellenséget szerzett magának. Intézkedései miatt nagyméretű elégedetlenség vett erőt a falu lakosságán, három férfi: Dézsi Dénes, Máthé György (becenevén Jeges), valamint Pusztai Ferenc nyíltan is hangot adott nemtetszésüknek, emiatt a Securitate letartóztatta őket és a Duna-csatornához internálták, kényszermunkára. A három férfi azonban megszökött és hazatérve, a háromszéki erdőkben mintegy partizánharcot kezdtek a Securitate-val. Elhatározták, hogy meggyilkolják Boros Lajost, azonban kísérletük kudarcba fulladt, és Dézsi Dénest meggyilkolták, a többiek később árulás folytán szintén életüket vesztették.
A három „betyár” halálát követően Szígyártó Domokos elhatározta, hogy végez Boros Lajossal. 1957. június 16-án éjjel egy, a háborúból megmaradt Mauser lőfegyverrel rálőtt a párttitkárra, de nem sikerült eltalálnia. December 28-án éjjel újra megkísérelte lelőni, de ismét sikertelenül. Mielőtt azonban újra megkísérelhette volna tervét végrehajtani, a Securitate rájött a merénylő kilétére és 1958. augusztus 22-én három ismerősével együtt letartóztatták, akiket azzal vádoltak meg, hogy ők voltak a felbujtók. A kolozsvári katonai törvényszék Szígyártó Domokost halálbüntetésre, egy társát, Finna Dávidot életfogytiglani börtönre (büntetését letöltötte, a börtönben halt meg), másik két társukat pedig 10 illetve 15 évre ítélték. Szígyártó Domokost 1959-ben Szamosújváron, valószínűleg tarkólövéssel kivégezték. Rehabilitálására máig nem került sor.